# James Caulfeild (8e vicomte Charlemont)
Pour les articles homonymes, voir Caulfeild.
James Edward Caulfeild (12 mai 1880, Londres - 20 août 1949), 8e vicomte Charlemont (en), est un homme politique irlandais.

## Biographie
Fils de Marcus Caulfeild, il est membre de la Chambre des lords de 1913 à 1949.
Il est ministre de l'Éducation (en) de l'Irlande du Nord de 1926 à 1937, et conjointement ministre chargé des relations avec le Sénat d'Irlande du Nord.